# Commiphora erosa
Commiphora erosa är en tvåhjärtbladig växtart som beskrevs av K. Vollesen. Commiphora erosa ingår i släktet Commiphora och familjen Burseraceae. Inga underarter finns listade i Catalogue of Life.